# Pegaso 6038
El Pegaso 6038 fue un autobús urbano tipo autoportante desarrollado por ENASA en 1980 para solucionar los problemas que el aumento en la demanda de transporte en las grandes ciudades estaba creando a las principales empresas de transporte urbano en superficie.
Dentro del catálogo de ENASA, tiene su equivalente dentro de la gama de autobuses de bastidor rígido (gama 5000) en el Pegaso 5024, compartiendo motorización (Pegaso Diesel 9107 de 200 cv) y disposición de los elementos mecánicos.

## Historia

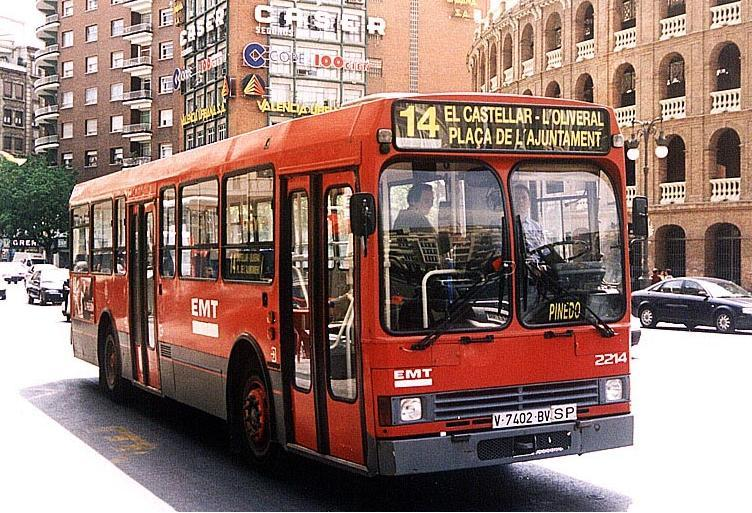
Autobús urbano modelo Pegaso 6038, perteneciente a la flota de la EMT de Valencia. Este modelo está fuera de servicio en Valencia desde principios de 2001.

La EMT de Valencia y AUCORSA de Córdoba, fueron las únicas que contaban con los modelos del pegaso 6038, con la carteleria grande, ocupando toda la parte frontal.
El autobús Pegaso 6038 fue, quizás, el único modelo de toda la historia de ENASA del cual se puede decir que nunca estuvo presente en la mente de los técnicos de la empresa a la hora de desarrollar un autobús urbano. Efectivamente, este modelo nació poco menos que como una solución de urgencia a los problemas que la antigüedad del Parque español de autobuses urbanos, y que los nuevos modelos de ENASA no lograban satisfacer por determinados fallos de diseño.
El origen del 6038 se sitúa en Barcelona, cuya empresa de transportes, entonces denominada Tranvías de Barcelona (TB) había comenzado a probar, en 1976 dos unidades del modelo Pegaso 6050, un nuevo autobús urbano con motor trasero y estructura autoportante tipo Monotral que permitía que el piso entre la parte delantera del vehículo y la segunda puerta fuera sustancialmente más bajo que en los anteriores autobuses, ya que el suelo se situaba a poco más de 60 cm de la calzada, lo cual permitía la existencia de un único escalón en los accesos. Además, el nuevo autobús gozaba de un diseño en el cual dominaban las líneas rectas, que permitían la existencia de ventanales de mayores dimensiones, además de darle un aire más moderno.
Estas pruebas se enmarcaron dentro de la renovación del Parque móvil de TB, de cara a evaluar su posible incorporación a su flota de autobuses para retirar del servicio los anticuados autobuses 6035 de Pegaso, los cuales databan en su mayoría de los años 1960. El discreto resultado obtenido (por no mencionarlo como mediocre) con los dos 6050 hizo que TB optara por no adquirir autobuses Pegaso 6050 para sus líneas. No obstante, el diseño de su carrocería autoportante sí fue del agrado de TB.
Debido a que urgía la renovación de la flota, y ante los resultados obtenidos con el Pegaso 6050, se optó por desarrollar un autobús sobre la base técnica ya experimentada del Pegaso 6035, pero dotándole de un motor de mayor potencia, así como de cambio semiautomático, además de una carrocería similar a la del 6050. Así, sobre la base mecánica del 6035 y con una carrocería derivada del 6050, nació el Pegaso 6038, un modelo que, como se ha dicho anteriormente, nunca entró a formar parte de los proyectos de ENASA y que, en cambio, permitió la renovación de muchas flotas, siendo el segundo modelo en ventas de ENASA, con 2500 unidades, sólo superado por las ventas del 6035.
Tras su masiva adquisición por parte de muchas empresas (entre ellas la EMT de Madrid, quien adquirió, durante los 6 años que el 6038 se mantuvo en el catálogo de ENASA, un total de 884 unidades, más de un 33% de la producción total), el 6038 se convirtió en todo un símbolo del transporte urbano en superficie durante los años 1980. Otros clientes del 6038 fueron TMB, la EMT de Valencia o Transportes Aura S.A. en Jerez de la Frontera, además de la gran mayoría de las capitales de provincia de España. Por su presencia en toda España, el 6038 fue el autobús urbano por excelencia de los años 80 y principios de los 90, si bien el empuje de nuevos modelos (Pegaso 6424, DAF SB-220, Mercedes-Benz O-405, etc.) provocaron su declive durante la segunda mitad de la década de 1990. 
El Pegaso 6038 dejó de prestar servicio en la EMT de Madrid en 1999. Por su parte, una de las últimas ciudades en disponer de este modelo entre sus activos fue Burgos, en donde estuvieron en servicio hasta 2006; se da la circunstancia de que en la capital burgalesa circularon las cinco únicas unidades de la versión articulada del 6038, denominadas como Pegaso 6038-A.
Puesto que se trata de un vehículo muy representativo del transporte público en España, es uno de los autobuses con más adeptos entre los aficionados al mundo del transporte, por lo que no es de extrañar que sea un vehículo predilecto a la hora de conservar un autobús. Así, son diversas las entidades (empresas, asociaciones, particulares, etc.) que cuentan con autobuses Pegaso 6038 para su conservación como vehículos históricos.

## Descripción
Técnicamente, el Pegaso 6038 deriva de dos modelos precedentes en el catálogo de ENASA: su estructura y el diseño en general derivan estrechamente del Pegaso 6050, mientras que la parte mecánica (motor, transmisión, etc.) es muy similar al ya entonces veterano Pegaso 6035.
El autobús urbano Pegaso 6038 está formado por una estructura autoportante tipo monocasco, constituyendo un conjunto único carrocería + bastidor, lo cual da mayor solidez y rigidez al vehículo, y, por otra parte, ayuda a reducir la tara. Con una longitud de 11.340 mm, se sitúa dentro del segmento del autobús estándar, pues esta clasificación comprende a todos los autobuses cuya longitud esté en torno a los 12 metros. El vehículo abandonaba la factoría de ENASA en un estado equiparable al actual PKD, con la estructura completamente terminada y parcialmente carrozada (chaflán de unión entre el techo y los costados, además de la parte superior del frontal), correspondiendo al carrocero (Castrosua, Unicar, etc.) el recubrimiento total del vehículo, así como los diferentes trabajos de cristalería e interiorismo.
Dispone de dos ejes, uno delantero, de ruedas simples y destinado únicamente a guiar el vehículo sobre la calzada, y otro trasero, de ruedas dobles, cuya misión es la de efectuar la tracción. La tracción es encomendada a un motor Pegaso Diesel 9107 de 4 tiempos, el cual se encuentra en la parte delantera del coche, justo detrás del puente delantero, atacando mediante la transmisión al eje trasero. 
Este motor es de tipo horizontal (característica necesaria para ir ubicado bajo el piso) y posición longitudinal, es decir, el eje de gravedad del motor se sitúa en paralelo con el eje longitudinal del vehículo. La caja de cambios es manual sin embrague, del tipo Wilson GB 340, salvo en los autobuses con caja de cambios automática, las cuales podían ser de la firma Voith (modelo D-851) o ZF (HP-500). Las cajas de cambio Wilson eran de 4 relaciones, además de la marcha atrás, mientras que las cajas Voith disponían de 3 marchas (en algunas versiones tenían 4 marchas); las cajas ZF cuentan con 4 marchas, además del punto neutro o "punto muerto" y la marcha atrás.